# Бор (Южный Судан)
Бор (араб. بور‎ Būr, англ. Bor) — город в Южном Судане, административный центр округа Бор (округ) и штата Джонглей.

## История
Город стал эпицентром второй гражданской войны в Судане. Полковник Армии Судана Джон Гаранг возглавил повстанцев в мае 1983 года, что привело к образованию Освободительного движения Южного Судана. В этом же городе происходила Резня в Боре 1991 года, в ходе которой было убито около 2 000 человек.

## Географическое положение
Высота центра составляет 301 метр над уровнем моря.

## Демография
Население города по годам:
| 1983   | 2010   |
| ------ | ------ |
| 18 250 | 21 351 |